# Kolidž
Kolidž (tudi koledž, latinsko Collegium, angleško College) v angleškem in 
ameriškem okolju višja ali visoka šola.